# Ptinus latefasciatus
Ptinus latefasciatus là một loài bọ cánh cứng thuộc họ Ptinidae.